# Khagendra Thapa Magar
Khagendra Thapa Magar, né le 14 octobre 1992 dans le district de Baglung au Népal et mort le 17 janvier 2020 à Pokhara au Népal, a été un temps l'homme le plus petit du monde. Ce Népalais mesure 67 cm.
Après le décès de He Pingping le 13 mars 2010, Edward Nino Hernandez hérite du titre jusqu'à la majorité de Magar. Fils de Rup Bahadur et Dhana Maya Thapa Magar, il est né le 18 Asoj 2049 du calendrier népalais, soit le 14 octobre 1992, dans le district de Baglung au Népal.
Le 12 juin 2011, le Philippin Junrey Balawing, mesurant 59,93 cm, atteint ses 18 ans, et est reconnu par le livre Guinness des records comme étant l'être humain adulte le plus petit du monde.
Il meurt d'une pneumonie le 17 janvier 2020 dans un hôpital de Pokhara.